# مانويل مارتينيز كاناليس
مانويل مارتينيز كاناليس (بالإسبانية: Manuel Martínez Canales)‏ (21 مايو 1928 في إسبانيا - 25 يوليو 2014 في إسبانيا) هو لاعب كرة قدم إسباني في مركز الوسط. شارك مع منتخب إسبانيا لكرة القدم. أما مع النوادي، فقد لعب مع أتلتيك بيلباو ب وأتلتيك بيلباو وأريناس غوتكسو وراسينغ فيرول وريال سرقسطة وريال مدريد وريكرياتيفو ونادي غوتكسو ‏ وسوسيداد ديبورتيبا إنداوتخو.

## وصلات خارجية
- مانويل مارتينيز كاناليس على موقع قاعدة بيانات كرة القدم.إي يو (الإنجليزية)
- مانويل مارتينيز كاناليس على موقع عالم كرة القدم.نت (الإنجليزية)